# Georg von Trapp
Georg Ludwig Ritter von Trapp (Zára, Dalmácia, 1880. április 4. – Stowe, Vermont, 1947. május 30.) osztrák-magyar tengerész, az első világháború egyik legeredményesebb osztrák-magyar tengeralattjáró-kapitánya. Élete ihlette A muzsika hangja című musicalt és filmet.

## Élete

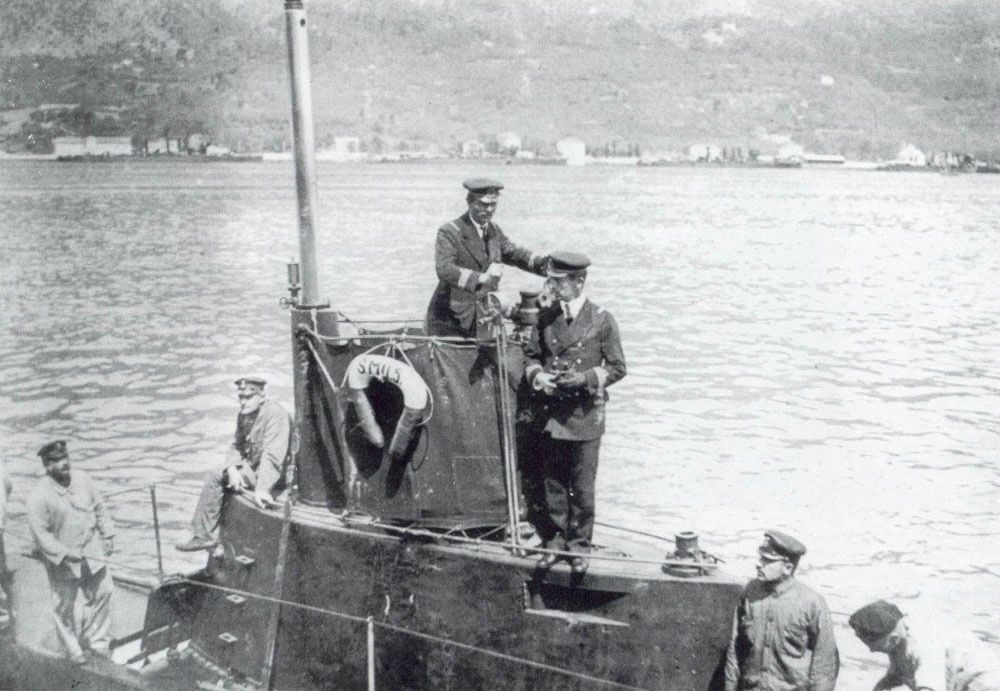
Georg von Trapp 1915-ben az SM U–5 tengeralattjárón

August Ritter von Trapp fregattkapitány fiaként született, aki 1876-ban osztrák lovagi címet kapott. A nővére Hede von Trapp osztrák festőművész volt.
1894-től a fiumei haditengerészeti akadémiára járt, ahol 1898. július 1-én végzett. A következő két évben tanulmányutakon járt, eljutott Ausztráliába is. 1900-től az SMS Kaiserin und Königin Maria Theresia páncélos cirkálón szolgált, melynek fedélzetén részt vett a Taku-erődök ostromában a bokszerlázadás során. 
1909-ben fregatthadnagyként az elsők között jelentkezett az újonnan alakuló tengeralattjáró-fegyvernemhez, és 1910. július 1-jétől 1913. június 24-ig az SM U–6 tengeralattjáró parancsnoka volt.
Egy bálon találkozott Agathe Whiteheaddel, John Whitehead torpedógyáros lányával és a torpedó feltalálójának, Robert Whitehead unokájával. A pár 1911 januárjában házasodott össze, és az Isztriai-félszigetre költöztek. Itt született Agathe von Trapp első két gyermeke, Rupert (1911–1992) és Agathe (1913–2010). Az első világháború elején Georg az 52-es torpedóhajó parancsnoka volt. Agathe gyermekeivel anyja otthonába költözött, a Zell am See-i Erlhofba. Itt születtek további gyermekei, Maria Franziska (1914–2014), Werner (1915–2007), Hedwig (1917–1972) és Johanna (1919–1994).
1915. április 22-től 1915. október 10-ig Georg Ritter von Trapp volt a parancsnoka az SM U–5 tengeralattjárónak, amellyel elsüllyesztette a francia Léon Gambetta páncélos cirkálót és az olasz Nereide tengeralattjárót. Ezért a háború után, 1924-ben megkapta a Mária Terézia-rend lovagkeresztjét. Trappnak 1918-ig elméletileg joga lett volna a bárói címhez, amelyet soha nem kapott meg. Ettől függetlenül az irodalomban gyakran hibásan bárónak nevezik.
1915. október 14-től 1918. január 13-ig az elfogott francia Curie tengeralattjárót vezényelte, amelyet U–14-re neveztek át. Május 1-jén léptették elő korvettkapitánynak és a cattaroi tengeralattjáró-állomás parancsnoka lett.
A háború befejezése után a család a Bécs melletti Klosterneuburgba költözött, ahol a Martinsschlösselben laktak, és megszületett Martina (1921–1951), a pár utolsó gyermeke. Rövid idő múlva Georg feleségének, Agathe-nak 1922-ben skarlátban meghalt.
Georg von Trapp még 1920-ban hajózási társaságot alapított Vega néven, amelynek székhelye Bécsben volt és egy hamburgi fiókteleppel is rendelkezett. A Vega az Északi és a Balti-tengeren működtetett hajókat. 1921-ben megalapította a Rhein-Donau-Express-Schiffahrts-AG-t is, majd később mindkét társaságot eladta.
1923-ban a gyerekekkel a Salzburg melletti Aigenbe, a Trapp villába költözött. Itt Maria Augusta Kutscherát vette fel tanárként Maria lánya mellé 1925-ben. 1927. november 26-án házasodtak össze. Két közös lányuk született, Rosemarie (1929) és Eleonore (1931).
Trapp elvesztette azt a pénzt, amelyet a Zell am See-i Lammer Bankba fektetett be, amikor 1935-ben csődeljárás indult a bank ellen. Felesége ezért alapította 1935-ben a Trapp Kamarakórust Franz Wasner helyi káplán irányításával. A kórus már 1937-ben első díjat nyert egy salzburgi népdaléneklési versenyen.
Az Anschluss után von Trapp a német haditengerészettől ajánlatot kapott, hogy vállaljon parancsnoki feladatot a tengeralattjáró-fegyvernemnél, de ezt elutasította. Elutasította azt a meghívást is, hogy Adolf Hitler születésnapján, április 20-án, Münchenben, a családi kórussal lépjen fel . A család Olaszországba tett koncertkörútja után az Egyesült Államokba utazott, ahol Maria egy évvel később világra hozta Johannest (* 1939), Trapp legfiatalabb gyermekét. A Trapp Family Singers hamar híres lett Amerikában is.
A második világháború befejezése után segélyakciót szerveztek Trapp Family Austrian Relief Inc. néven, melynek keretében ruhákat és ételeket gyűjtöttek Ausztriának.
A család Stowe-ban (Vermont) házat épített és szállodát nyitott. Ez a mai napig az egész világon Trapp Family Lodge néven ismert. Georg von Trapp 1947-ben halt meg.
Élettörténetének egyes részei képezik az alapját a jól ismert A muzsika hangja című musicalnek és a musical filmadaptációjának.

## Magyarul megjelent művei
- Az utolsó tisztelgésig. Egy osztrák tengeralattjáró-parancsnok történetei; ford. Palágyi Zsolt; Garamond Hungaria Kft., Bp.–Veszprém, 2017

## Fordítás
- Ez a szócikk részben vagy egészben  a   Georg Ludwig von Trapp című német Wikipédia-szócikk fordításán alapul.  Az eredeti cikk szerkesztőit annak laptörténete sorolja fel. Ez a jelzés csupán a megfogalmazás eredetét és a szerzői jogokat jelzi, nem szolgál a cikkben szereplő információk forrásmegjelöléseként.